# Violated (película)
Violated es una película de drama romántico nigeriana de 1996 dirigida por Amaka Igwe. Está protagonizada por Richard Mofe Damijo y Ego Boyo. La película y su secuela, Violated 2, fueron lanzadas en formato de video casero en junio de 1996.

## Sinopsis
Tega (Richard Mofe Damijo) es un joven de origen adinerado, que se enamora y se casa con Peggy (Ego Boyo), quien tiene un origen diferente. Sin embargo, su matrimonio se pone a prueba cuando se revelan secretos ocultos.

## Elenco
- Richard Mofe-Damijo como Tega
- Ego Boyo como Peggy
- Kunle Bamtefa como Lois
- Joke Silva como Myra
- Mildred Iweka como Toms
- Taiwo Obileye como "Pinky" Farrell
- Wale Macaulay como JC
- Funlola Aofiyebi-Raimi

## Recepción
Fue una de las producciones nigerianas de videos caseros más vendidas en 1996. Al momento de la producción de la película, los videos se manejaban con la producción de una gran cantidad de cintas a la vez, que luego se distribuían a varios comercializadores. Si bien las ventas promedio durante ese período fueron de aproximadamente 30,000-50,000, Violated vendió alrededor de 150,000 copias. Information Nigeria la incluyó entre las veinte mejores películas de Nollywood que nunca serán olvidadas.